# 田中翔二郎
田中 翔二郎（たなか しょうじろう）は、日本の男性声優。兵庫県出身。

## 人物
趣味は音楽、映画鑑賞、スポーツ、スイーツ巡り。特技はサックス、関西弁。

## 出演
太字は主演・メインキャラクター。

### テレビアニメ
- Summer Pockets（2025年[2]）

### ゲーム
- Summer Pockets（2018年、徳田[3]）
- Summer Pockets REFLECTION BLUE（2020年、徳田）
- LOST TRIGGER（2018年、エディクスン[4]）
- カフェキュイエール（高校生）
- 栽培少年（サツキ、マメ丸）
- Rewrite Blu-ray特典（大学生）
- 地球防衛軍4.1（戦術オペレーター）
- 謀りの姫：Pocket(固郡王・慕凌川)
- デスティニーチャイルド（ブドウ注射器）
- CARAVAN STORIES
- ルティエクリッカー（ライアン、レイナー、パラケル）
- 幻魔郷ワンダラー新章（渡辺綱）
- 雷子～紺碧の章～（夫差）
- ごちそう！ for Girls（キャプテン）
- 戦国修羅SOUL（霧隠才蔵）
- トリックスター〜召喚士になりたい〜（クリス）
- トモダチクエスト（神将カムイ）
- じゃんPOIフィーバー（おとん）

### ドラマCD
- starlit blue topia（鈴音叶亜）
- 吸血ウィルスVからの生存（男ヴァンパイア）
- わさんぼん〜和菓子屋顛末記〜花（道明寺鍔輝）
- わさんぼん〜和菓子屋顛末記〜鳥（道明寺鍔輝）
- 月刊VOICE Venus Project

### BLCD
- スウィートデリバリーボーイ（ボーイ）
- 前線基地から愛を込めて　前編
- 前線基地から愛を込めて　後編

### 吹き替え
- 名探偵ポワロ（飴売り、ポーター）

### ナレーション
- Cool-B付録予告トレーラームービー
- キッザニア館内災害医療クエスト用アプリ（DMAT隊員）
- 日大芸術学部　サウンドスケッチ
- Pokke　国立故宮博物院　音声ガイド

### 舞台
- 激奏三国志：砕（劉備弦徳）
- Lit Klatchリーディングシアター04　ホス探へようこそ FINAL
- ドードーの旗のもとに朗読劇（ドダケル官房長官）
- W.Shakespeare × N.Yanase"As You Like It 〜お気に召すまま〜"
- LIVEDOGプロデュース　スパイ大迷惑　(勿論語)
- 謎解きR.P.G.